# Albulichthys
Albulichthys is een geslacht van straalvinnige vissen uit de familie van karpers (Cyprinidae).